# Juravenator
A Juravenator (nevének jelentése 'jura-hegységi vadász')
a kis méretű (75 centiméter hosszú) coelurosaurus dinoszauruszok egyik neme, amely a mai németországi Jura-hegység területén élt a késő jura kimmeridge-i korszakában, körülbelül 151–152 millió évvel ezelőtt. Fosszíliáját 1998-ban egy amatőr őslénykutató, Klaus-Dieter Weiß fedezte fel egy Eichstätt közelében levő meszesgödörben, a lelet német beceneve, a Borsti, amit általában drótszőrű kutyák kapnak, arra a feltételezésre utal, hogy az állat prototollakkal rendelkezett. Egyetlen rendkívül jó állapotban megőrződött lelet alapján ismert, melyen a csontokon kívül a pikkelyes kültakaró lenyomatai is fennmaradtak.

## Ősbiológia

### Tollak és pikkelyek

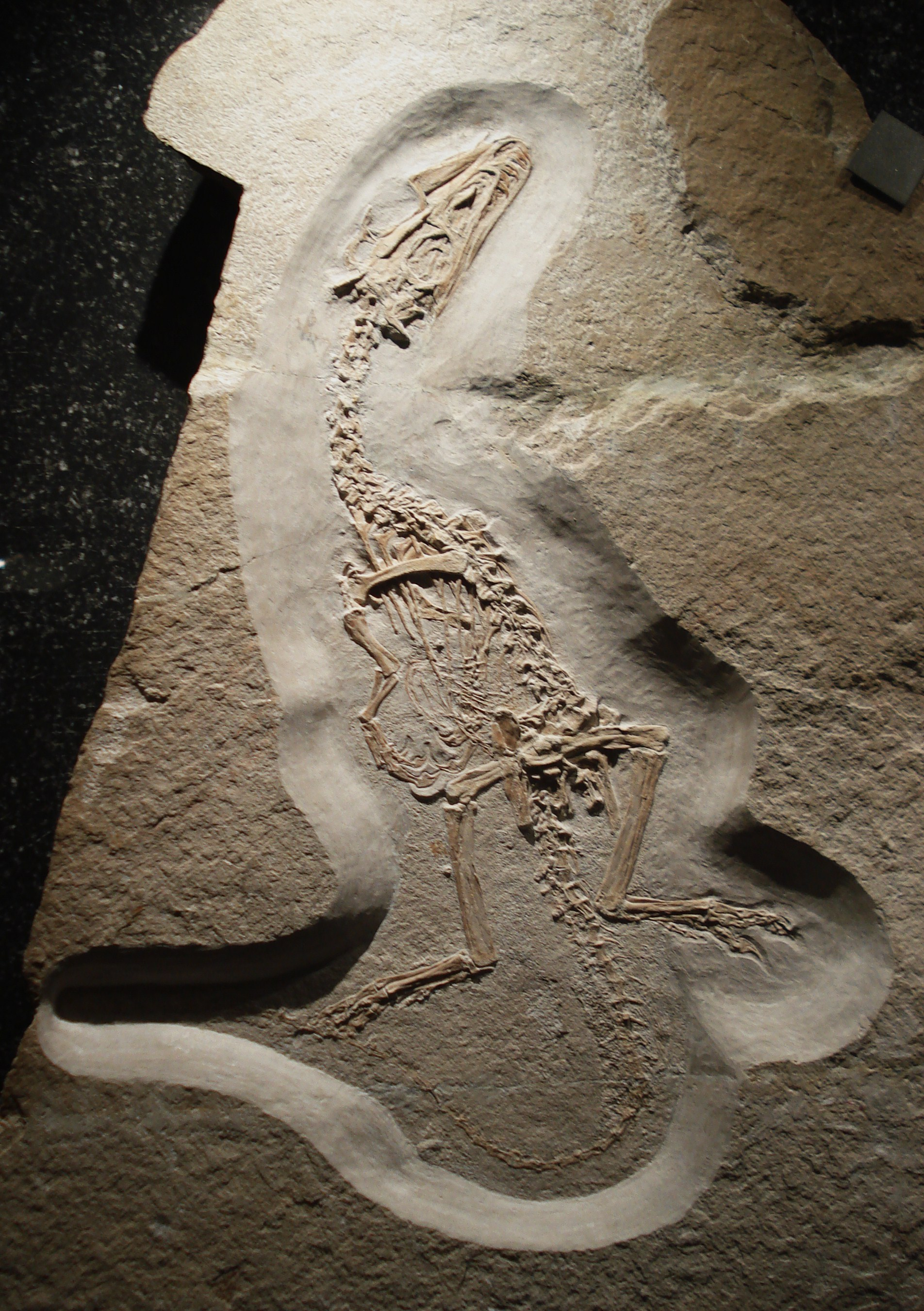
A Juravenator holotípusa

A Juravenator és az ember méretének összehasonlítása.

A Juravenatort eredetileg a Compsognathidae család tagjaként sorolták be, miáltal a Compsognathus közeli rokonává vált, melynek egyetlen példánya a farkán pikkelyek lenyomataival együtt őrződött meg, azonban a Sinosauropteryxhez és a Sinocalliopteryxhez hasonlóan bizonyítékkal szolgált egy pelyhes, tollszerű testtakaróra is. A Juravenator fosszilizálódott bőrének egy részén (egy a farok tövéről és a hátsó lábról származó darabon) főként szokványos dinoszaurusz pikkelyek nyomai találhatók, de felfedezhetők olyan lenyomatok is, amik egyszerű tollaktól származhatnak. A kínai őslénykutató, Hszü Hszing (Xu Xing) a lelettel kapcsolatban a Nature című folyóiratban kijelentette, hogy a Juravenator farkán a pikkelyek jelenléte azt jelentheti, hogy a korai tollas dinoszauruszok tolltakarója jóval változatosabb volt, mint a modern madaraké. Hszü (Xu) megkérdőjelezte a Juravenator compsognathidaként való értelmezését, azt állítva, hogy a kiterjedt pikkelyes bőr kezdetleges jelleg, bár a Compsognathus farkán szintén pikkelyek őrződtek meg. Hszü (Xu) úgy vélte, hogy az a legvalószínűbb, hogy a Juravenator és a többi kezdetleges tollas dinoszaurusz egyszerűen jóval több pikkellyel rendelkezett, mint a modern madarak, melyeknek csak a lábfején és alsó lábszárán találhatók pikkelyek. Ezt az értelmezést támogatta egy, a Juravenator fosszíliájáról készült későbbi tanulmány is, ami szálas struktúráktól, feltehetően kezdetleges tollaktól származó halvány lenyomatokról számolt be.
A bőrlenyomatok a sípcsontok és a 8–22. farokcsigolyák körül találhatóak. A lenyomatokon egyforma méretű, sima pikkelyek látszanak, melyek hasonlítanak a korábban talált dinoszauruszpikkely-maradványokra. A Juravenator rokonságába tartozó coelurosaurusok, például a compsognathida Sinosauropteryx és Sinocalliopteryx kövületein tollak maradványai láthatóak, ezért sokan úgy gondolták, hogy a tollazat szünapomorf jelleg lehetett ennél a csoportnál. A Juravenator pikkelyei azonban megingatják ezt a feltételezést. A tollak hiányára többféle magyarázat is elképzelhető, például hogy a faj utólag veszítette el a tollazatát, vagy hogy a toll több coelurosaurus ágnál egymástól függetlenül fejlődött ki.

## Osztályozás
A Juravenatort bizonyos jellegei alapján eredetileg a Compsognathidae család tagjaként írták le, de rendszertani besorolása vitatott, mivel a későbbi vizsgálatok hibákat találtak a leletekről szóló első tanulmányban. Bár a Sinosauropteryxszel és más compsognathidákkal egy csoportban helyezték el, Richard J. Butler és szerzőtársai úgy találták, hogy nem tartozott a compsognathidák közé, inkább a maniraptorák bazális képviselője lehetett. A tanulmányok nem értenek egyet abban, hogy a comspognathidák e későbbi csoporthoz tartoznak-e vagy jóval kezdetlegesebbek, de valamennyi maniraptora bőrlenyomat bizonyítékkal szolgált a tollak jelenlétére.

## Fordítás
- Ez a szócikk részben vagy egészben a Juravenator című angol Wikipédia-szócikk ezen változatának fordításán alapul.  Az eredeti cikk szerkesztőit annak laptörténete sorolja fel. Ez a jelzés csupán a megfogalmazás eredetét és a szerzői jogokat jelzi, nem szolgál a cikkben szereplő információk forrásmegjelöléseként.